# 이토정 (와카야마현)
이토정(伊都町)은 와카야마현 이토군에 설치되었던 정이다. 현재의 가쓰라기정에 해당한다.

## 역사
- 1955년 3월 31일 - 오타니촌, 시고촌, 가세다정이 합병해 성립하였다.
- 1958년 7월 1일 - 묘지정, 미요시촌과 합병해 가쓰라기정이 성립하여, 동일 이토정은 폐지되었다.

## 교통

### 철도
- 일본국유철도
  - 와카야마선

### 도로
- 국도 제24호선

## 참고문헌
- 角川日本地名大辞典 30 和歌山県